# Quararibea malacocalyx
Quararibea malacocalyx là một loài thực vật có hoa trong họ Cẩm quỳ. Loài này được A.Robyns & S.Nilsson miêu tả khoa học đầu tiên năm 1972.